# Julie Hirschmann
Julie Hirschmann (geborene Langhoff; * 1. Februar 1812 in Berlin; † 8. August 1908 ebenda) war eine deutsche Lehrerin und Jugendschriftstellerin.

## Leben
Julie Hirschmann war die Tochter eines Wachtmeisters und besuchte als Freischülerin die von August Gottlieb Spillecke geleitete Elisabethschule. 1822 starb ihr Vater; sie musste durch Arbeit zum Unterhalt für sich und ihre sieben Geschwister beitragen. 1831 heiratete sie den Optiker August Wilhelm Hirschmann, der 1845 starb und sie als Witwe mit vier Kindern zurückließ. Sie beschloss Lehrerin zu werden und bestand 1848 ihr Lehrerinnenexamen. 1850 ging sie nach Leer (Ostfriesland), wo sie Leiterin und erste Lehrerin einer höheren Töchterschule (Teletta-Groß-Gymnasium Leer) wurde. 1877 wurde die Schule in Leer städtisch; Julie Hirschmann gab ihren Beruf auf und zog nach Potsdam, wo sie in der Nähe ihrer Verwandten und ihrer Kinder lebte. Sie veröffentlichte neben ihrem Lehrerinnenberuf ab 1856 vor allem für die weibliche Jugend bestimmte Bücher. 1902 zog sie zu Verwandten nach Berlin. Ihre Erzählungen vermitteln das zur damaligen Zeit herrschende Moralverständnis, das von Kindern Glaubensgehorsam und Fleiß, Folgsamkeit und Anpassung an auch schwierige Verhältnisse verlangte.
Julie Hirschmann starb mit 96 Jahren am 8. August 1908 in ihrer Wohnung im Königsweg 41 in Zehlendorf bei Berlin. Begraben wurde sie auf dem Friedhof Schöneberg I (Eisackstraße); ihr Grab ist jedoch nicht erhalten.

## Werke (Auswahl)

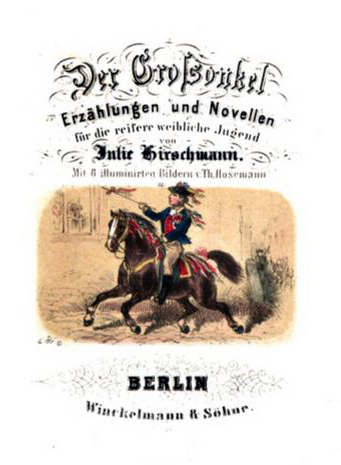
Titelblatt von Theodor Hosemann zu Julie Hirschmanns Grossonkel

- Blütenjahre. Novellen für die reifere weibliche Jugend. Winckelmann, Berlin 1856. (Digitalisat)
- Mädchenspiegel. Erzählungen und Novellen für die weibliche Jugend. Mit 8 Bildern von Theodor Hosemann. Winckelmann, Berlin 1858.
- Plauderstündchen. Erzählungen für Kinder von 6 bis 8 Jahren. Winckelmann, Berlin 1859.
- Bunte Blumen. Novellen für die reifere weibliche Jugend. Winckelmann, Berlin 1860.
- Der Grossonkel. Erzählungen und Novellen für die reifere weibliche Jugend. Winckelmann, Berlin 1863. (Digitalisat)
- Die Christengel. 1890.[4]
- Familienfreuden. Erzählungen und Schilderungen für die reifere weibliche Jugend. Winckelmann, Berlin 1859.
- Guckkastenbilder. Erzählungen für Kinder. Winckelmann, Berlin 1862.
- Histörchen. Erzählungen für artige Kinder. Winckelmann, Berlin 1862.
- Lebensmai. Novellen für die reifere weibliche Jugend. Mit 8 Bildern von Theodor Hosemann. Winckelmann, Berlin 1866. (Digitalisat)
- Spiegelbilder. Erzählungen. Winckelmann, Berlin 1868.
- Im Abendrot. Novellen für junge Mädchen. 7 Bände. Winckelmann, Berlin 1886.
- Märchenstrauss. Eine Sammlung von schönen Märchen, Sagen und Schwänken. Winckelmann, Berlin 1890.
- Was der Theekessel sang. 1891.[5]
- Mussestunden. Erzählungen für Kinder. Winckelmann, Berlin 1890.[6]
- Nach Feierabend. Erzählungen für Kinder von 10 bis 12 Jahren. Winckelmann, Berlin 1895.
- Aus der Rosenlaube. Winckelmann, Berlin 1895.